# Parendacustes lifouensis
Parendacustes lifouensis är en insektsart som beskrevs av Desutter-grandcolas 2002. Parendacustes lifouensis ingår i släktet Parendacustes och familjen syrsor. Inga underarter finns listade i Catalogue of Life.